# Soulahili
Soulahili – debiutancki album Pauliny Przybysz wydany pod pseudonimem Pinnawela. Album ukazał się nakładem jej własnej wytwórni Penguin Records. Pierwszym singlem promującym płytę jest utwór "My man". 14 listopada 2008 ukazała się reedycja albumu Soulahili. Singlem promującym wydanie jest utwór Indiana. Płyta została wzbogacona o książeczkę z rysunkami wrocławskiego artysty Marcina Karolewskiego.
Nagrania dotarły do 7. miejsca listy OLiS. W 2009 roku album uzyskał nominację do nagrody polskiego przemysłu fonograficznego Fryderyka w kategorii "najlepszy album hip-hop/R&B".

## Lista utworów
1. Intro (Pinnawela)
2. Joy In My Belly
3. James Dean
4. My Man
5. madafakaman
6. Second Chance
7. Butcher
8. Is it u?
9. Several Times
10. Seducer
11. Fly Away
12. Sismachine (feat. Natu)
13. Voices
14. Once Upon A Time
15. Engine
16. Are U Sure? (feat. Ania Karwan)
17. Your Own Love (Hidden Track)
18. Snooze (Hidden Track)

CD2 (reedycja)
1. You Can Dance
2. You Can Dance (Envee Ensemble Version)
3. You Can Dance (Remix by Bors)
4. Indiana
5. My Man (live in Warsaw)
6. Second Chance (live in Warsaw)
7. Once Upon The Time (live in Warsaw)